# Newseum

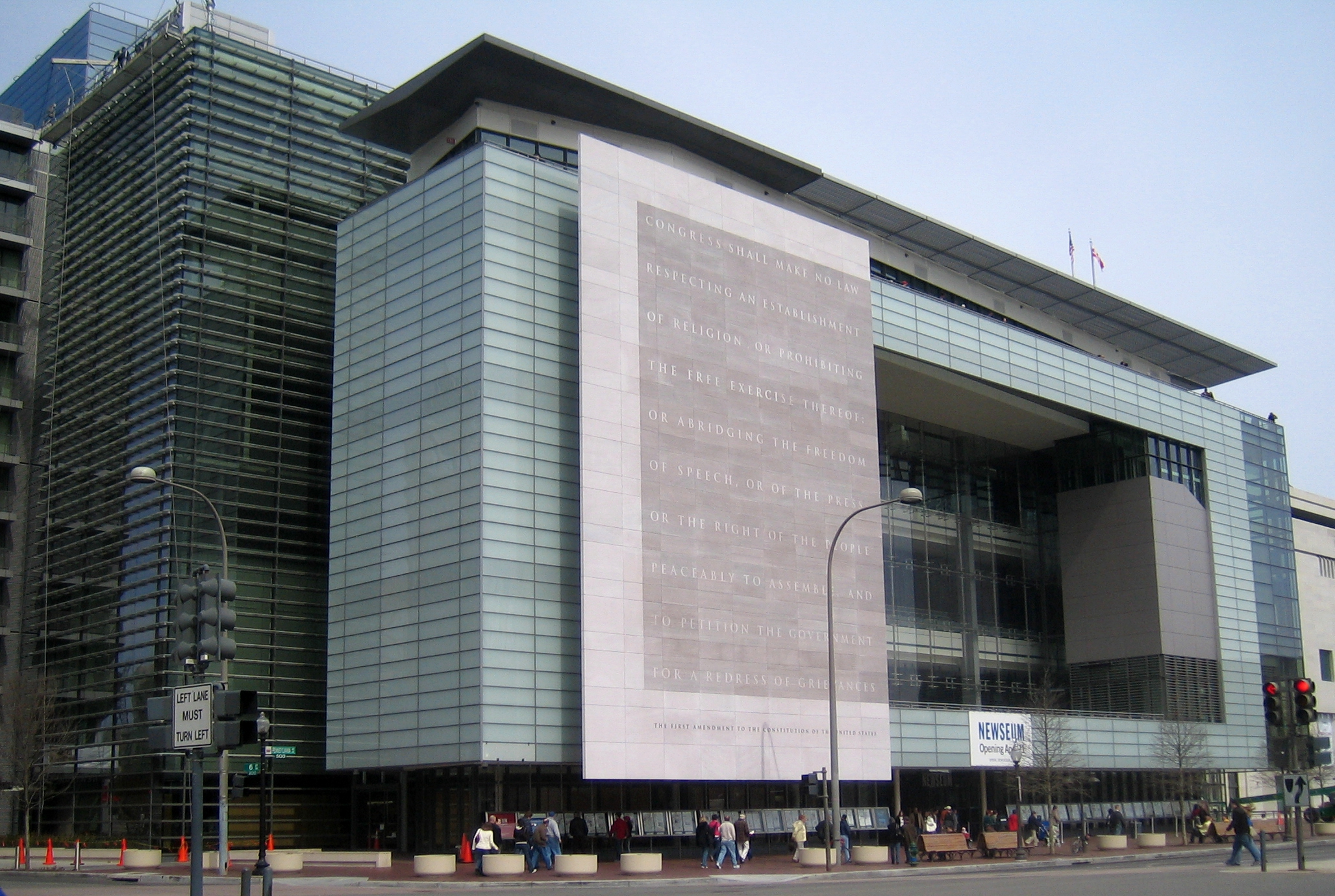
Das Newseum in Washington, D.C. (noch vor der Eröffnung 2008)

Das Newseum war ein Museum in Washington, D.C. zum Thema Journalismus. Das Museum wurde erstmals 1997 in Rosslyn (Virginia) eröffnet und am 11. April 2008 in Washington, D.C. wiedereröffnet. Es hatte eine über sieben Etagen verteilte Ausstellungsfläche von 23.000 Quadratmetern und umfasste verschiedene Galerien und Kinos. Das Gebäude wurde an die Johns-Hopkins-Universität verkauft.
Das Museum, dessen Neubau 450 Millionen US-Dollar gekostet hat, wurde zum großen Teil von Freedom Forum, einer amerikanischen Vereinigung für Rede- und Pressefreiheit, finanziert. Es steht zwischen Pennsylvania Avenue und Sixth Street, N.W., in unmittelbarer Nähe zur Museumsmeile an der National Mall. Vor dem Gebäude und auf seiner Website bot es täglich einen Vergleich von Titelseiten dutzender internationaler Tageszeitungen.
Ausstellungsdesign und Architektur verantworteten Ralph Appelbaum, James Stewart Polshek und Todd Schliemann.

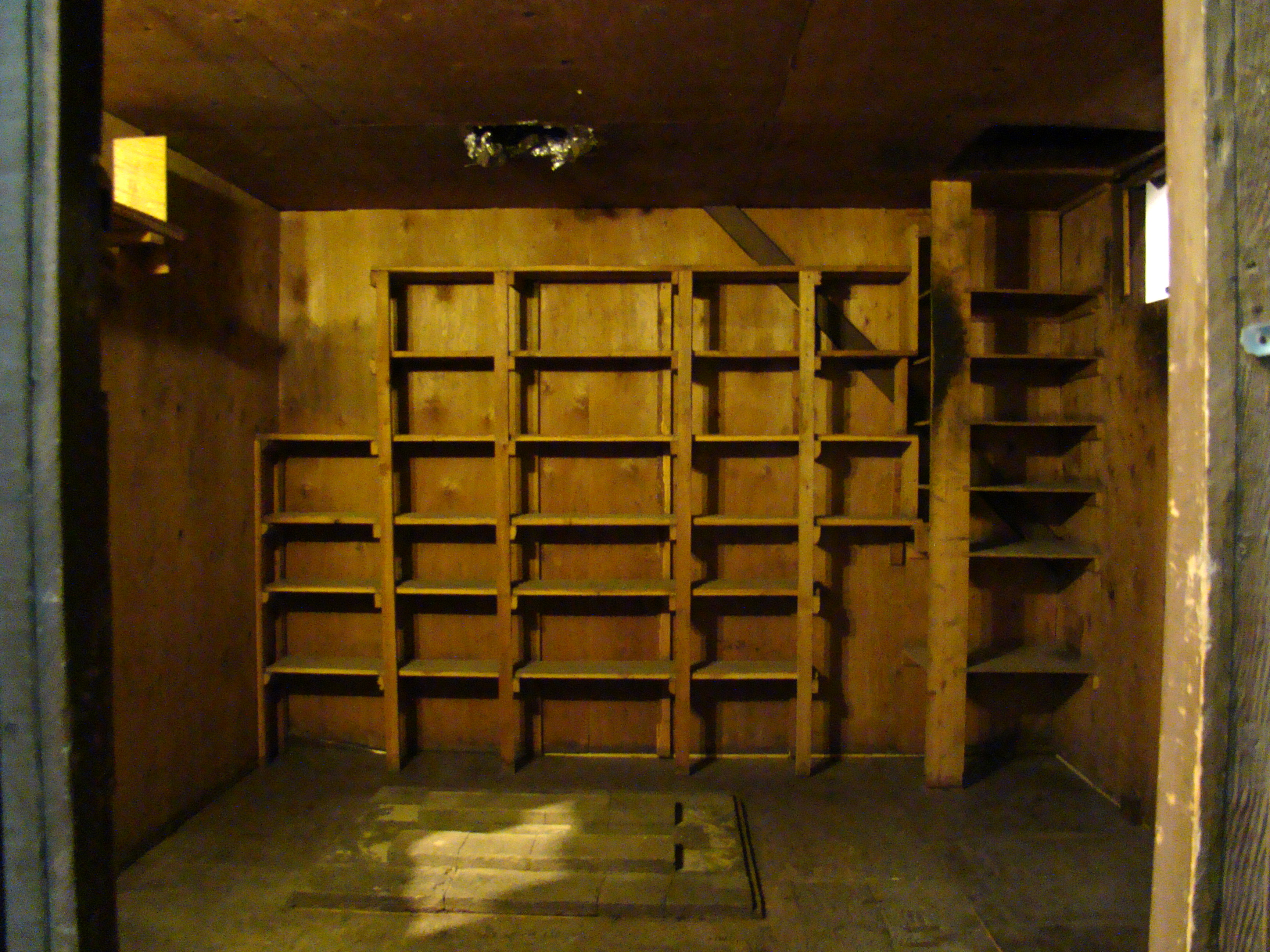
Nachgebildeter Schuppen des Unabombers

Im Newseum befand sich das größte Stück der Berliner Mauer außerhalb Deutschlands und eine Nachbildung der Hütte Theodore Kaczynskis.
Die im Vietnamkrieg umgekommenen Fotografen Larry Burrows, Henri Huet, Kent Potter und Keisaburo Shimamoto wurden bei der Eröffnung des Museums 2008 mit einer Ausstellung posthum gewürdigt.
Die Zukunft des Newseums galt als ungewiss, nachdem im September 2017 bekannt geworden war, dass das Gebäude verkauft werden solle und das Museum massive Verluste macht.
Auf seiner Homepage machte es die Schließung und den Verbleib von Exponaten öffentlich. Das Museum öffnete am 31. Dezember 2019 letztmals seine Pforten.